# Ekonomiska rådet (Finland)
Ekonomiska rådet har varit namn på flera statliga planeringsråd i republiken Finland. 
Det nuvarande Ekonomiska rådet tillsattes genom lag 1966; en föregångare arbetade 1955–1966. På Ekonomiska rådet ankommer att på basis av regelbundet bedriven forskning och utredningsverksamhet granska landets ekonomi och dess utvecklingsmöjligheter på lång sikt samt att planera den ekonomiska politiken och göra framställningar härom till statsrådet. Till medlemmar av Ekonomiska rådet förordnas minst två av statsrådets ledamöter, av vilka den ena (i praktiken statsministern) tjänstgör som ordförande. Totalantalet medlemmar är 10–20, mandattiden två år.
Ekonomiska rådet, som sammankommer minst en gång i månaden, är ett under statsministerns ordförandeskap arbetande samarbetsorgan mellan regeringen, de viktigaste intresseorganisationerna och Finlands Bank. Där diskuteras inte enbart interna frågor, utan även Europeiska centralbankens penningpolitik. Rådet deltar i det samarbete som bedrivs mellan motsvarande organ i de övriga EU-länderna. Det biträds av ett sekretariat, som arbetar vid statsrådets kansli.